# Last Name
Singles de Carrie Underwood
All-American Girl
(2007) Praying for Time
(2008)
Pistes de Carnival Ride
I Know You Won't
(7) You Won't Find This
(9)
Last Name est le second single extrait du troisième album studio Carnival Ride de la chanteuse de musique country américaine Carrie Underwood.